# Vähä Riihisaari (ö i Birkaland)
Vähä Riihisaari är en ö i Finland. Den ligger i sjön Keurusselkä och i kommunen Mänttä-Filpula i den ekonomiska regionen  Övre Birkalands ekonomiska region  och landskapet Birkaland, i den södra delen av landet, 210 km norr om huvudstaden Helsingfors. Öns area är 21,1 hektar och dess största längd är 0,8 kilometer i nord-sydlig riktning.